# Procerura dissimilis
Procerura dissimilis är en urinsektsart som först beskrevs av John Tenison Salmon 1944.  Procerura dissimilis ingår i släktet Procerura och familjen Isotomidae. Inga underarter finns listade i Catalogue of Life.